# Tawera rosa
Tawera rosa är en musselart som beskrevs av Powell 1955. Tawera rosa ingår i släktet Tawera och familjen venusmusslor. Inga underarter finns listade i Catalogue of Life.